# جشن خاک
«جشن خاک» آلبومی از هنرمند اهل یونان ونگلیس است که در سال ۱۹۸۴ میلادی منتشر شد.